# SM U-48
SM U-48 – niemiecki okręt podwodny typu U-43 zbudowany w Kaiserliche Werft w Gdańsku w latach 1914-1916. Wodowany 3 października 1915 roku, wszedł do służby w Cesarskiej Marynarce Wojennej 22 kwietnia 1916 roku. Służbę rozpoczął w III Flotylli, a jego pierwszym dowódcą został kapitan Berndt Buß. U-48 w czasie ośmiu patroli zatopił 34 statki o łącznej pojemności 104 554 BRT oraz jeden uszkodził i dwa zajął jako pryzy.
Pierwszym zatopionym przez U-48 statkiem był brytyjski parowiec „Lotusmere” o pojemności 3911 BRT, a zdarzenie to nastąpiło 2 października 1916 roku około 48 mil na północno północny wschód od latarni morskiej Teriberski. 9 marca 1917 roku Berndt Buß wypadł za burtę i utonął w kanale La Manche. Pod jego komendą okręt zatopił 19 statków nieprzyjaciela. Po śmierci dotychczasowego kapitana dowództwo przejął Hinrich Hermann Hashagen. Już pod jego dowództwem 12 marca 1917 roku U-48 zatopił francuski żaglowiec „Guerveur” o pojemności 2596 BRT płynący z ładunkiem węgla. Po powrocie z patrolu Hashagen został zastąpiony przez kapitana Karla Edelinga, pod którego dowództwem U-48 zatopił 14 statków o łącznej pojemności 55 253 BRT.
24 listopada 1917 roku w czasie kolejnego patrolu, w wynurzeniu okręt wszedł na mieliznę Goodwin Sands w Cieśninie Kaletańskiej w okolicach Deal. U-48 został zauważony przez brytyjski niszczyciel HMS Gipsy i zatopiony. Zginęło 19 członków załogi wraz z kapitanem.